# Yanique Haye-Smith
Yanique Haye-Smith (* 22. März 1990 in Kingston) ist eine Hürdenläuferin von den Turks- und Caicosinseln jamaikanischer Herkunft, die sich auf die 400-Meter-Distanz spezialisiert hat und seit November 2018 für die Turks- und Caicosinseln startberechtigt ist.

## Sportliche Laufbahn
Yanique Haye-Smith studierte an der Lincoln University in den Vereinigten Staaten und sammelte 2012 erste Erfahrungen bei internationalen Meisterschaften, als sie bei den U23-NACAC-Meisterschaften in Irapuato mit 55,70 s in der ersten Runde im 400-Meter-Lauf ausschied und über 400 m Hürden in 58,35 s den vierten Platz belegte. Zudem gewann sie mit der jamaikanischen 4-mal-400-Meter-Staffel in 3:34,29 min die Bronzemedaille hinter den Teams aus den Vereinigten Staaten und Trinidad und Tobago. 2019 startete sie für die Turks- und Caicosinseln über 400 m Hürden bei den Weltmeisterschaften in Doha und schied dort mit 56,98 s in der ersten Runde aus. 2021 siegte sie in 56,89 s bei den USATF Open und in 57,29 s bei den Copenhagen Athletics Games. Im Jahr darauf startete sie über 400 Meter bei den Hallenweltmeisterschaften in Belgrad und kam dort mit 56,20 s nicht über die Vorrunde hinaus. Im Juli schied sie dann bei den Weltmeisterschaften in Eugene mit 57,99 s im Vorlauf über 400 m Hürden aus und anschließend belegte sie bei den Commonwealth Games in Birmingham in 58,78 s den achten Platz.
2023 belegte sie bei den Zentralamerika- und Karibikspielen in San Salvador in 57,59 s den sechsten Platz über 400 m Hürden und schied anschließend bei den Weltmeisterschaften in Budapest mit 60,08 s in der ersten Runde aus. Im Jahr darauf kam sie bei den Hallenweltmeisterschaften in Glasgow mit 54,98 s nicht über den Vorlauf über 400 Meter hinaus.

## Persönliche Bestzeiten
- 200 Meter: 23,42 s (−0,4 m/s), 9. Juni 2018 in Montverde
  - 60 Meter (Halle): 7,63 s, 12. Februar 2021 in Virginia Beach (Landesrekord)
  - 200 Meter (Halle): 23,71 s, 24. Februar 2019 in Boston (Landesrekord)
- 400 Meter: 52,25 s, 9. Juni 2018 in Montverde
  - 400 Meter (Halle): 52,72 s, 24. Februar 2019 in Boston (Landesrekord)
- 400 m Hürden: 55,58 s, 8. Juni 2019 in Montverde (Landesrekord)